# Florence Cushman
Florence Cushman (1860-1940) est une astronome américaine spécialisée en classification stellaire qui a travaillé sur le catalogue Henry Draper. 

## Biographie
Florence est née à Boston, dans le Massachusetts, le 3 janvier 1860 et commence son éducation au Charlestown High School, d'où elle obtient son diplôme en 1877. En 1888, elle commence à travailler à l'Observatoire de l'université Harvard en tant qu'employée d'Edward Pickering, où elle observe et classe les étoiles. Florence fait partie des « Harvard Computers » qui travaillent sous la direction de Pickering et, après sa mort en 1919, d'Annie Jump Cannon. Ses classifications de spectres stellaires contribuent au Catalogue Henry Draper entre 1918 et 1934. Elle reste astronome à l'observatoire jusqu'en 1937 et meurt le 30 janvier 1940, à l'âge de 80 ans.
Parmi ses œuvres les plus connues figure un catalogue de 16 300 étoiles observées avec le photomètre Meridian douze pouces. 

## Carrière a l'Observatoire de l’Université de Harvard
Florence Cushman a travaillé et a été membre de l'Observatoire de l’Université de Harvard de 1888 à 1937. Au cours de ses quarante-neuf années à Harvard, elle a utilisé la méthode du prisme objectif pour analyser, classer et cataloguer les spectres optiques de centaines de milliers d'étoiles. Au XIXe siècle, la révolution photographique a permis une analyse plus détaillée du ciel nocturne que les seules observations à l'œil nu. Afin d'obtenir des spectres optiques à mesurer, les astronomes de l'Observatoire travaillaient la nuit, exposant des plaques photographiques en verre pour capturer les images astronomiques.
Pendant la journée, des assistantes comme Florence analysaient les spectres obtenus en réduisant les valeurs, en calculant les magnitudes et en cataloguant leurs résultats,. On lui attribue la détermination des positions et des magnitudes des étoiles répertoriées dans l'édition 1918 du catalogue Henry Draper, qui présentait les spectres d'environ 222 000 étoiles. En décrivant le dévouement et l'efficacité avec lesquels les Harvard Computers , y compris Florence, ont entrepris cet effort, Edward Pickering a déclaré : « une perte d'une minute dans la réduction de chaque estimation retarderait la publication de l'ensemble de l'ouvrage de l'équivalent du temps d'un assistant pendant deux ans ». 

## Liens connexes
- Harvard Computers
- Harvard College Observatory History in Images